# James LoMenzo
James LoMenzo (Brooklyn, 13 gennaio 1959) è un bassista statunitense heavy metal, noto principalmente come membro dei White Lion e successivamente dei Megadeth.
LoMenzo si dedica anche nella promozione di strumenti musicali, essendo endorser di bassi Warwick (di cui ha un modello firmato), amplificatori Ashdown, pedaliere Dunlop e corde per basso RotoSound.

## Biografia
Dopo aver militato in varie band, LoMenzo si unì per un breve periodo di tempo ai Terrified (gruppo di Bobby Rondinelli, ex batterista dei Rainbow) con cui suonò nell'album Wardance, registrato nel 1985 ma pubblicato solo nel 1996. Successivamente entrò nei White Lion, con cui raggiunse il successo tra il 1985 e il 1991.
Dopo lo scioglimento dei White Lion, LoMenzo e il suo ex compagno di band Greg D'Angelo si unirono alla band di Zakk Wylde, il chitarrista di Ozzy Osbourne. LoMenzo rimarrà con Wylde anche nella sua band successiva, i Pride & Glory. Il bassista successivamente si riunirà con il batterista Brian Tichy dei Pride & Glory per entrare nella band Slash's Snakepit, il progetto solista di Slash. Nel 1996 suonò nel primo album solista di Zakk Wylde intitolato Book of Shadows.
LoMenzo militò per breve tempo anche nella band di Ozzy Osbourne verso la fine del 1994, registrando alcune parti di basso per Ozzmosis che tuttavia non verranno mai utilizzate nella versione finale del disco.
Successivamente si unì alla band di David Lee Roth, prima di reicontrare Zakk Wylde nei Black Label Society, band in cui militerà tra il 2004 e il 2005.
Dal 2006 al 2010 suonò invece nei Megadeth, suonando negli album United Abominations (2007) e Endgame (2009). Nel febbraio 2010 lasciò il posto al bassista originario David Ellefson. Nel luglio 2010 LoMenzo prese temporaneamente il posto di Marco Mendoza nei Lynch Mob, dove ritrova il batterista Brian Tichy con cui aveva già suonato nei Pride & Glory e negli Slash's Snakepit.
L'11 agosto 2021 LoMenzo è rientrato nei Megadeth come turnista per una serie di concerti nel nord America al posto di Ellefson, allontanato dal gruppo a seguito della comparsa in rete di alcuni video di carattere sessuale.

## Discografia

### Con i White Lion
Album in studio
- 1985 – Fight to Survive
- 1987 – Pride
- 1989 – Big Game
- 1991 – Mane Attraction

Raccolte
- 1992 – The Best of White Lion
- 2006 – Anthology 83-89
- 2007 – The Definitive Rock Collection

### Con i Black Label Society
- 2004 – Hangover Music Vol. VI
- 2005 – Mafia

### Con i Megadeth
- 2007 – United Abominations
- 2009 – Endgame

### Altri album
- 1994 – Pride & Glory – Pride & Glory
- 1996 – Terrified – Wardance
- 1996 – Zakk Wylde – Book of Shadows
- 1997 – Mike Tramp	– Capricorn
- 1998 – Gilby Clarke – Rubber
- 2003 – David Lee Roth – Diamond Dave
- 2009 – Tim "Ripper" Owens – Play My Game
- 2015 – Sweet & Lynch – Only to Rise
- 2017 – Sweet & Lynch – Unified
- 2020 – Chris Catena's Rock City Tribe – Truth in Unity